# Deutscher Boxer
Der Boxer oder Deutsche Boxer ist eine von der FCI anerkannte deutsche Hunderasse (FCI-Gruppe 2, Sektion 2.1, Standard Nr. 144).

## Herkunft und Geschichtliches
Im Mittelalter wurden an europäischen Fürstenhöfen regional variierende Bullenbeißer-Schläge zur Jagd auf wehrhaftes Wild, wie Bären und Wildschweine, gezüchtet.
Als unmittelbarer Vorfahre des Deutschen Boxers gilt der Brabanter Bullenbeißer. Die durch Aufkommen der Feuerwaffen arbeitslos und unbeliebt gewordenen Bullenbeißer wurden durch Einkreuzen des verwandten und durchgezüchteten Bulldog vereinheitlicht und bekamen in Anlehnung an den Münchner Begriff „Bierboxer“ den Namen „Deutscher Boxer“. 1895 gründete sich in Deutschland der Boxer-Klub e. V. mit Sitz in München. 1904 stellte er den ersten Standard auf; auch heute wird der Standard durch diesen Klub festgelegt und dann von der FCI übernommen. Seit 1924 ist der Deutsche Boxer als Diensthunderasse anerkannt. Friederun Stockmann legte mit Lustig vom Dom, der aus ihrer Zucht stammte, den Grundstein für die heutige Boxerzucht.
Weltweit haben sich Boxervereine gegründet. Der erste war der Boxer-Klub e. V. Sitz München (BK), der im Jahre 1895 gegründet wurde. In der Schweiz ist der Schweizerische Boxer-Club (SBC; gegründet 1906) ansässig, in Österreich der Österreichische Boxerklub (ÖBK; gegründet 1921). Der internationale Boxerverband ist die Atibox (Association Technique Internationale du Boxer), in dem die nationalen Boxerverbände Mitglied sind. Neben diesen „offiziellen“ Vereinen mit ihren Landes- und Ortsgruppen gibt es in vielen Ländern weitere Klubs, die sich ebenfalls dem Deutschen Boxer verpflichtet haben, wie beispielsweise der Internationale Boxerclub (IBC) mit Sitz in Hamburg (gegründet 1951).
Die Landes- und Ortsgruppen der Klubs richten regelmäßig Zuchtschauen und Leistungsprüfungen aus. Auch gibt es sowohl im Zucht- als auch im Leistungswesen nationale Meisterschaften und Weltmeisterschaften.

## Beschreibung

Umriss eines Boxers

Der Boxer ist ein kräftiger Hund von stämmiger Statur mit glattem, kurzem, eng anliegendem Fell und starken Knochen. Sein Körperbau ist quadratisch (die Widerristhöhe entspricht der Körperlänge), seine Muskulatur kräftig entwickelt; sie tritt plastisch hervor. Sein Erscheinungsbild ist, je nach Konstitution, massig oder drahtig.
Ohren und Rute werden naturbelassen, kupieren ist heute in fast ganz Europa verboten. Die Rute ist eher hoch als tief angesetzt. Die Ohren sind von angemessener Größe und setzen am höchsten Punkt des Kopfes seitlich an, eng am Kopf anliegend reichen sie bis zur Wange. Die Augen sind dunkel, die Lidränder ausgefärbt. Insgesamt ist der Schädel schlank und kantig, der Fang hingegen breit. Typisches Kennzeichen des Boxers ist der sogenannte Vorbiss: der Unterkiefer überragt also den Oberkiefer. Dabei müssen die Lippen dennoch aufeinander liegen; die Fangzähne des Unterkiefers bilden die Auflage der wulstigen Oberlippe.
Der Hals ist ebenso wie der Kopf trocken und kräftig, rund und muskulös. Rücken und Hinterhand sind stark bemuskelt, die Schultern nicht zu stark. Die Vorderläufe sollen von vorne betrachtet parallel zueinander stehen; die Hinterläufe sind gerade. Die nach hinten elegant verlaufende untere Brustlinie beginnt auf Höhe des Ellenbogens und endet in kurzen, straffen, leicht aufgezogenen Flanken.
Die Haut ist trocken, elastisch und ohne Falten, das Haarkleid kurz, hart, glänzend und anliegend. Die Grundfarbe ist gelb. Farbabstufungen gibt es von hellgelb bis dunkelhirschrot. Bei gestromten Boxern muss die dunkle oder schwarze Stromung (Streifen) von der Grundfarbe unterscheidbar sein. Sie muss in Richtung der Rippen verlaufen. Weiße Abzeichen sind bis zu einem Drittel der Körperoberfläche erlaubt. Typisch ist auch die schwarze Maske, die nicht über den Fang hinausreichen soll.
Boxer mit weißen Abzeichen haben das Fellfarbengen si („Irish Spotting“) heterozygot. In den Würfen aus Verpaarungen von Elterntieren mit dem Rassestandard entsprechenden weißen Abzeichen befinden sich durchschnittlich 25 % weiße Welpen, die als Fehlfarbe betrachtet werden. Bei ihnen tritt vereinzelt einseitige oder beidseitige angeborene Taubheit auf.

## Wesen
Der Boxer wird als ausgeglichener, ruhiger und selbstbewusster Hund beschrieben.

## Verwendung
Als Diensthund wird der Boxer nur noch selten verwendet. Heute ist er meist als Familien-, Wach-, Begleit- oder Sporthund, bei der Fährtensuche, Rettungshundearbeit und anderen Tätigkeiten anzutreffen.

## Erkrankungen
Boxer neigen zu einigen Erkrankungen, welche in seriösen Zuchtprogrammen berücksichtigt werden. Neben der bei den meisten Hunderassen etablierten Untersuchung auf Hüftgelenksdysplasie (HD) handelt es sich hierbei um den Ausschluss von angeborenen Herzerkrankungen und von Arthrosen im Bereich der Wirbelsäule (Spondylarthosen). Daneben haben sie ein erhöhtes Risiko für das Auftreten von Tumorerkrankungen, vor allem von Mastzelltumoren, sowie der Meningitis-Arteriitis. Auch OCD, eine multifaktorielle Erkrankung der Gelenke mit wahrscheinlich genetischer Prädisposition, tritt beim Boxer vermehrt auf. Sie gelten auch als anfällig für das Ausbilden einer Gingivahyperplasie. Zudem erkrankt der Boxer häufiger an einer Hypothyreose (Schilddrüsenunterfunktion).
Bei Boxern ist Brachycephalie häufig. Sie ist eine Folge gezielter Zucht mit kurzem Schädel, Nase und Unterkiefer. Das Ergebnis kann sich in Atembeschwerden äußern, im Besonderen als Brachyzephales Atemnot-Syndrom (BAS). Derartige Züchtungen sind vor dem Hintergrund des Tierschutzrechtes als mögliche Qualzucht kritisch zu betrachten.
Um genetisch bedingte Krankheiten bei Hunden besser verstehen zu können, wurde 2006 das komplette Genom eines Boxers (beschränkt auf die Gene) am Institute for Genomic Research in Rockville, Maryland sequenziert und kartographisch aufgearbeitet (gene map).